# Мерилан (Висконсин)
Мерилан (енгл. Merrillan) град је у америчкој савезној држави Висконсин.

## Демографија
По попису из 2010. године број становника је 542, што је 43 (-7,4%) становника мање него 2000. године.
| Група             | 2000.       | 2010.       |
| Белци             | 557 (95,2%) | 467 (86,2%) |
| Афроамериканци    | 4 (0,7%)    | 0 (0,0%)    |
| Азијати           | 1 (0,2%)    | 1 (0,2%)    |
| Хиспаноамериканци | 4 (0,7%)    | 37 (6,8%)   |
| Укупно            | 585         | 542         |